# Макгафри (Охајо)
Макгафри (енгл. McGuffey) град је у америчкој савезној држави Охајо.

## Демографија
По попису из 2010. године број становника је 501, што је 21 (-4,0%) становника мање него 2000. године.
| Група             | 2000.       | 2010.       |
| Белци             | 510 (97,7%) | 483 (96,4%) |
| Афроамериканци    | 0 (0,0%)    | 3 (0,6%)    |
| Азијати           | 1 (0,2%)    | 2 (0,4%)    |
| Хиспаноамериканци | 4 (0,8%)    | 1 (0,2%)    |
| Укупно            | 522         | 501         |